# NGC 3126
NGC 3126 este o infrared source⁠(d) situată în constelația Leul Mic. A fost descoperită în 30 aprilie 1864 de către Heinrich Louis d'Arrest.